# De oorlog werd een Spaans lied
De oorlog werd een Spaans lied is een hoorspel van Dick Walda. De VARA zond het uit op donderdag 1 mei 1969. De regisseur was Ad Löbler. De uitzending duurde 54 minuten.

## Rolbezetting
- Frans Somers (opa Duiding)
- Fé Sciarone (zuster Reuvel)
- Hans Veerman (Tanne Drood)
- Joke Hagelen (zijn vrouw)
- Paul van der Lek (Joop Vreeling)
- Elisabeth Versluys (zijn vrouw)
- Dick Scheffer (Lemmie Kruik)
- Tine Medema (zijn vrouw)
- Robert Sobels (Karper Ballot)
- Hans Karsenbarg (de dokter)

## Inhoud
In dit hoorspel probeert de auteur de sfeer te schetsen op een ziekenzaaltje met mannelijke patiënten. Het is een ietwat vreemde verzameling van mannen met al even vreemde namen. Ze weten langzamerhand voldoende van elkaar om al naargelang hun stemming meelevend of sarcastisch, fijngevoelig of gewoon grof onder woorden te brengen wat hen in de ander al of niet aanstaat. Deze zieken, die op een na lange tijd aan bed gekluisterd zijn, hebben zeer beperkte interesses en sterk toegespitste gevoelens waaraan zij graag in daden uiting zouden willen geven. Zij beschikken echter over alleen maar woorden…